# Вайнбург-ам-Засбах
Вайнбург-на-Засбахе (нем. Weinburg am Saßbach) — коммуна (нем. Gemeinde) в Австрии, в федеральной земле Штирия. 
Входит в состав округа Радкерсбург.  Население составляет 1097 человек (на 31 декабря 2005 года). Занимает площадь 25 км². Официальный код  —  61520.

## Политическая ситуация
Бургомистр коммуны — Адольф Раппольд (АНП) по результатам выборов 2005 года.
Совет представителей коммуны (нем. Gemeinderat) состоит из 15 мест.
- АНП занимает 9 мест.
- Партия Einigkeit lohnt sich занимает 4 места.
- СДПА занимает 2 места.